# Banánový split
Banánový split je zmrzlinový dezert. Ve své tradiční podobě se podává v podlouhlé misce. Oloupaný banán se podélně rozřízne (split znamená anglicky podélně rozříznout) a položí se do misky. Mezi rozříznuté půlky banánu se dají tři kopečky zmrzliny (po jednom kopečku vanilkové, čokoládové a jahodové). Zmrzlina se pokape sirupem (tradičně čokoládovým, jahodovým nebo karamelovým). Vše se posype drcenými ořechy (obvykle arašídy) a případně ozdobí šlehačkou. Navrch se posadí maraschino třešnička.

## Vznik
Autorství se připisuje Davidovi Evansovi Stricklerovi, lékárnickému učni ve městě Latrobe v Pensylvánii, který vytvořil zmrzlinový pohár se třemi druhy zmrzliny a banánem v roce 1904. Popularita nového zmrzlinového poháru se rychle šířila. Recept publikovaný v roce 1907 mluvil o podélně rozděleném banánu, dvou kopečcích zmrzliny na každém konci a o lžíci šlehačky mezi banánovými půlkami s maraschino třešničkou navrchu, s jednou stranou posypanou směsí nasekaných ořechů a druhou stranou posypanou nadrobno pokrájeným ovocem.
Město Latrobe oslavilo v roce 2004 100. výročí vynálezu zmrzlinového dezertu a ve stejném roce jej jako místo zrození banánového splitu certifikovalo Národní sdružení maloobchodníků se zmrzlinou (NICRA). Latrobe je místem každoročních oslav Great American Banana Split Celebration.

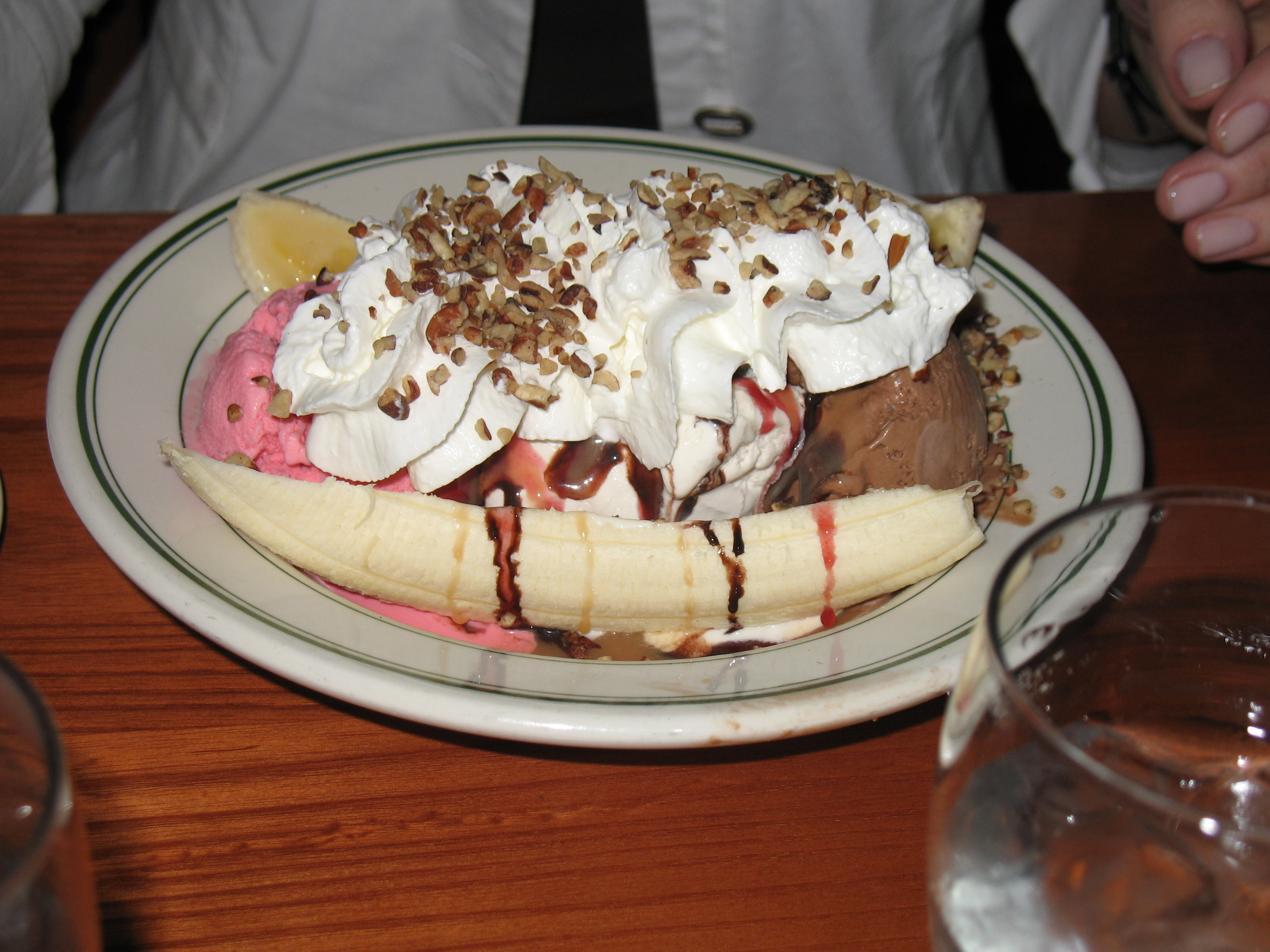
Banánový split servírovaný v hotelu Hilton Chicago (2007)

Město Wilmington, Ohio, také tvrdí, že je rodištěm této sladkosti. Říká se, že v roce 1907 chtěl Ernest Hazard přilákat do své restaurace studenty z místní univerzity. Uspořádal proto mezi svými zaměstnanci soutěž o nejlepší nový zmrzlinový dezert. Když nikdo z nich nepřišel s dobrým nápadem, tak Hazard podélně rozkrojil banán, položil ho do podlouhlé misky a vytvořil svůj vlastní dezert. Město si tuto příhodu připomíná každý červen vlastním festivalem Banana Split.
O popularitu banánového splitu se zasloužil řetězec Walgreens, který ho přijal jako svůj značkový dezert.

## V populární kultuře
- Banana Split (The Gang's All Here) – americký muzikálový film (1943)
- Banana Split for My Baby – jazzový šanson Louise Primy (1956)
- Le Banana split – píseň popové zpěvačky Lio (1979)